# Heinrich von Lancizolle
Heinrich von Lancizolle (* 18. Oktober 1838 in Berlin; † 28. Oktober 1892 in Nauen) war ein deutscher Architekt und preußischer Baubeamter. Von 1875 bis zu seinem Tod war er Kreisbaumeister im brandenburgischen Landkreis Osthavelland.

## Leben
Heinrich von Lancizolle wurde als Sohn des königlich preußischen Legationsrats Ludwig von Lancizolle in Berlin geboren. Nach dem Besuch der Klosterschule Roßleben widmete er sich dem Bauwesen und legte 1861 zunächst das erste Staatsexamen  zum königlichen Bauführer ab, 1862 folgte die Prüfung zum Feldmesser. Danach war er zunächst als Bauführer beim Bau der Bahnstrecke Züssow–Wolgast Hafen beschäftigt. Nach dem bestandenen zweiten Staatsexamen wurde er zum königlichen Baumeister (Assessor in der öffentlichen Bauverwaltung) ernannt, im Jahr 1869 folgte eine Anstellung bei der privaten Pommerschen Centralbahn, bei der er als Oberingenieur die Vorarbeiten sowie die technische Leitung des Streckenbaus übernahm. Am 1. Juli 1874 trat er wieder in den preußischen Staatsdienst ein und wurde zunächst kommissarischer Kreisbaumeister im Landkreis Osthavelland. Am 1. Januar 1875 übernahm er den Posten des Kreisbaumeisters in Gänze, den er bis zu seinem Tod innehatte. Am 28. Oktober 1892 erlag er während einer Dienstreise in Nauen einem Herzinfarkt.

## Bauten (Auswahl)

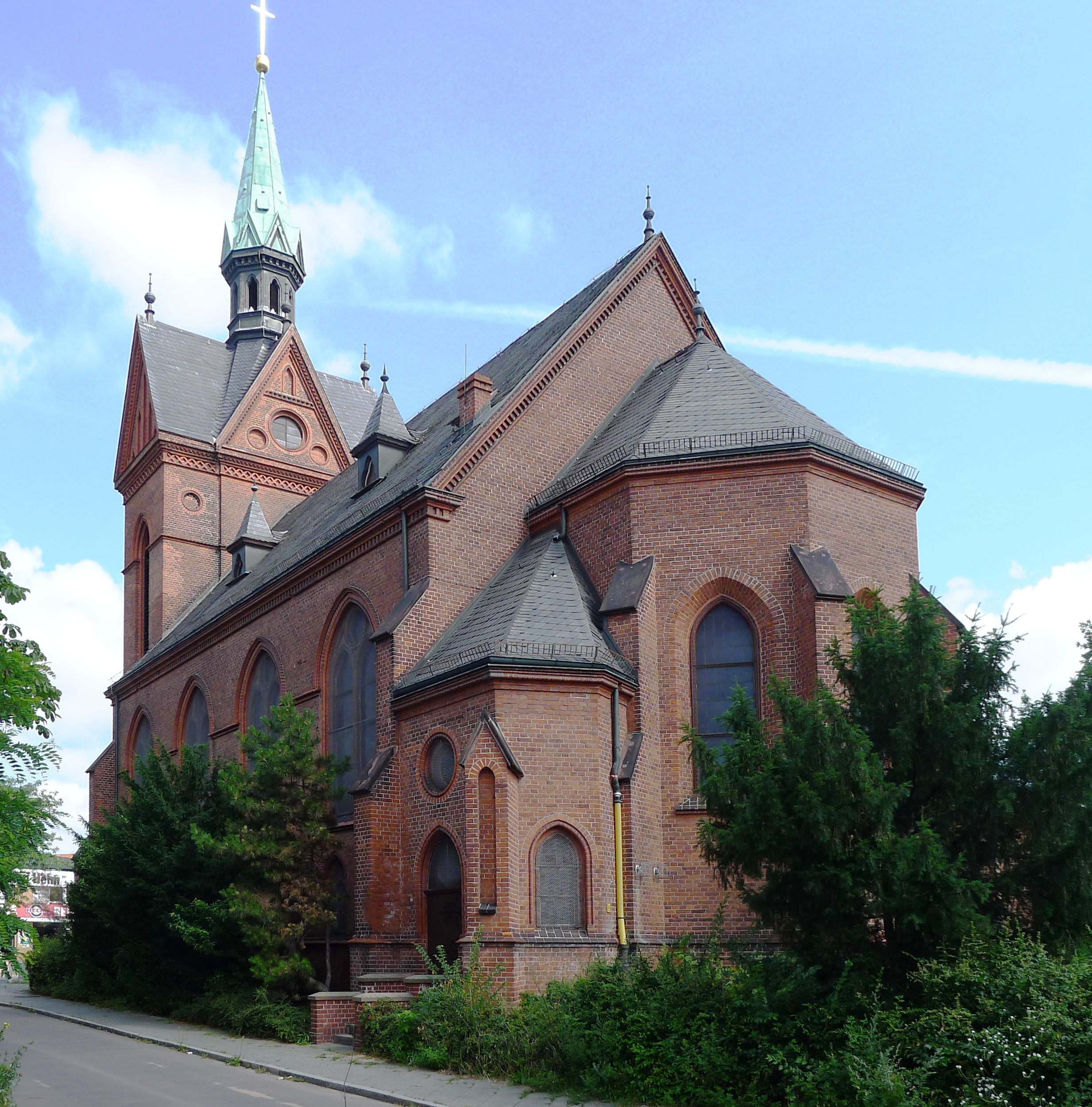
Melanchthon-Kirche in Berlin-Spandau (Wilhelmstadt)

- Pfarrhaus in Wansdorf, Wansdorfer Dorfstraße 35 (unter Denkmalschutz)
- 1875–1879: Bauleitung beim Bau der Siegessäule Hakenberg (unter Denkmalschutz)[3]
- 1876–1877: Neue Schule in Potsdam-Bornstedt, Schulplatz 1 (erhalten, unter Denkmalschutz[4])
- 1879–1882: Gebäude des Amtsgerichts Nauen, Paul-Jerchel-Straße 9 (unter Denkmalschutz)
- 1886–1887: Dorfkirche Betzin (unter Denkmalschutz)
- 1884: Pfarrhaus in Hakenberg, Dorfstraße 71 (unter Denkmalschutz)
- 1886: Dorfkirche Paaren im Glien (unter Denkmalschutz)
- 1893: Melanchthon-Kirche in Berlin-Spandau, Wilhelmstadt (posthum fertiggestellt, unter Denkmalschutz)